# Ladybower Reservoir
Ladybower Reservoir är en reservoar i Storbritannien.   Den ligger i riksdelen England, i den södra delen av landet, 230 km nordväst om huvudstaden London. Ladybower Reservoir ligger 209 meter över havet.  Trakten runt Ladybower Reservoir består i huvudsak av gräsmarker.